# Стефан (Кнежевич)
Епископ Стефан (Кнежевич; серб. Стефан Кнежевић; 15 июня 1806, Очестово, Далмация — 28 января 1890, Задар) — архиерей сначала Карловацкой патриархии, а позднее — Буковинско-Далматинской митрополии, епископ Далматинский и Истрийский.

## Биография
Родился в селе Очестово (Далмация). Начальную школу окончил в Шибенике, а гимназию и семинарию в Сремских Карловцах. Богословское образование получил на богословском факультете в Черновицах.
Принял монашество, 21 мая 1833 года был рукоположён в сан диакона, а в ноябре 1835 года — в сан пресвитера. На Богоявление 1844 года был назначен настоятелем далматинского монастыря Крка.
16 марта 1853 года был изыбран епископом Далматинским. 17 мая в Сремских Карловцах хиротонисан во епископа, хиротонию возглавил патриарх Карловацкий Иосиф (Раячич).
Управлял Далматинской епархией до самой смерти. За это время добился повышения уровня образования в Задарской семинарии, возобновил консисторию, ввёл новое административное деление епархии на протопресвитерства, построил 14 храмов, основал несколько образовательных фондов
В 1858 году после ссоры с задарскими профессорами хотел уйти на пенсию (с тысячей флоринов в год), но ему сказали, что он должен прежде отслужить десять лет.
С 30 марта 1874 года его епархия стала частью автокефальной Буковинско-Далматинской митрополии.
Был похоронен в построенной им же самим часовне Св. Саввы Сербского в монастыре Крка, где на каменном саркофаге вытеснено его завещание, начинающееся словами «Всегда радуйтесь…», в котором он просил убрать его прах из монастыря, если братия изменит вере.
Скончался 28 января 1890 года в Задаре. Его преемником стал его духовный сын Никодим (Милаш).